# Laser (roślina)
Laser, kmin, orlikowiec (Laser Borkh.) – rodzaj roślin z rodziny selerowatych. Obejmuje 7 gatunków. Rośliny te występują w Europie Środkowej, Wschodniej i Południowej oraz południowo-zachodniej Azji. Do flory Polski należy tylko okrzyn jeleni Laser archangelica przeniesiony tu z rodzaju okrzyn Laserpitium. Laser trójklapowy jest uprawiany, jego łodygi są jadalne, a owoce wykorzystywane jako przyprawa. Gatunek ten ma też potencjalnie duże znaczenie w medycynie.

## Systematyka
Pozycja systematyczna
Rodzaj z podplemienia Daucinae, plemienia Scandiceae z podrodziny Apioideae Seemann, rodziny selerowatych (Apiaceae Lindl.) z rzędu selerowców (Apiales Lindl.). 
Analizy filogenetyczne wykazały, że monotypowy w tradycyjnym ujęciu rodzaj Laser tworzy klad wspólnie z gatunkami z rodzajów Polylophium i Laserpitium, z których ten ostatni okazał się być taksonem polifiletycznym. W efekcie dla uzyskania monofiletycznych rodzajów cała ta grupa uznana została za rodzaj Laser.
Wykaz gatunków
- Laser affine (Ledeb.) Wojew. & Spalik
- Laser archangelica (Wulfen) Spalik & Wojew. – okrzyn jeleni
- Laser carduchorum (Hedge & Lamond) Wojew. & Spalik
- Laser involucratum (Pall. ex Schult.) Spalik & Wojew.
- Laser panjutinii (Manden. & Schischk.) Banasiak, Wojew. & Spalik
- Laser stevenii (Fisch. & Trautv.) Wojew. & Spalik
- Laser trilobum (L.) Borkh. – laser trójklapowy[5], kmin koński[6]